# Navajún
Navajún település Spanyolországban, La Rioja autonóm közösségben. Navajún Aguilar del Río Alhama, Valdemadera, San Pedro Manrique, Valdeprado és Cigudosa községekkel határos. Lakosainak száma 8 fő (2024).

## Népesség
A település népessége az elmúlt években az alábbi módon változott:
| Lakosok száma | 17   | 17   | 18   | 18   | 20   | 16   | 14   | 10   | 9    | 8    |
|               | 2001 | 2004 | 2007 | 2009 | 2012 | 2014 | 2017 | 2019 | 2022 | 2024 |